# ФК Земун
„Земун“ (на сръбски: Фудбалски клуб Земун) е футболен клуб от град Земун, Белградска област, Сърбия. През сезон 2018/19 прави се състезава в Суперлигата (Висшата лига на Сърбия), но завършвайки на 15-о място от 16 отбора изпада в Първа лига.

## История
Клубът е основан през 1946 година в СФР Югославия.
Домакинските си мачове играе на стадион „Земун“, Белград. Той има капацитет от 9588 места.

## Предишни имена
| Години      | Име                                                                                       |
| ----------- | ----------------------------------------------------------------------------------------- |
| 1946 – 1969 | „Единство“ (Јединство)                                                                    |
| 1969 – 1985 | „Галеника Земун“ (ФК Галеника Земун) (след сливане на „Сремац“ (Земун) и „Спарта“ (Земун) |
| 1985 –      | „Земун“ (ФК Земун Београд)                                                                |

## Успехи
Сърбия:

### Национални
- Сръбска суперлига
  - 11-о място (1): 2017/2018
- Купа на Сърбия:
  -  Финалист (1): 2007/08
- Първа лига на Сърбия по футбол:
  -  Шампион (1): 2008/09 (Белград)
- Сръбска лига Белград
  -  Шампион (1): 2014/15

 Югославия:
- Висша лига на Югославия:
  - 10-о място (1): 1991/92
- Втора лига на Югославия:
  -  Шампион (2): 1981 – 82 (Изток), 1988 – 89
- Лига на република Сърбия:
  -  Шампион (3): 1977/78, 1986/87, 1987/88
- Купа на Маршал Тито
  -  Носител (1): 1981/82

### Международни
- Купа Митропа:
  -  Трето място (1): 1982/83

### Известни футболисти и възпитаници
- Никола Йолович
- Матея Кежман
- Милош Крушчич
- Ненад Милияш
- Илия Столица
- Драгослав Миленкович